# Butterfly Koi
De Butterfly Koi, ook longfin, sluierstaart of vlinderkoi genoemd, is een koi met lange scherpe vinnen. Ze zijn erg in trek bij beginnende hobbyisten maar worden door de meesten niet gezien als echte koi.

## Oorsprong
Sommige mensen beweren dat het kruisingen zijn tussen de koi en de Aziatische karpers of sluiergoudvissen. Anderen zeggen dat gewone koi zolang in een kleine ruimte hebben geleefd waar ze niet konden bewegen dat ze gesluierde vinnen begonnen te vertonen.

## Afwijkingen
- Vinnen: zowel de staartvin, de aarsvin, de borstvinnen, de buikvinnen en de rugvin zijn gesluierd en scherp afgerand.
- Baarddraden: de 4 baarddraden zijn allemaal ongeveer dubbel- tot driedubbel zo lang als gewone koi
- Neusgaten: Deze zijn hoger en hebben ook een gesluierd uiterlijk.

## Koi shows
Op Japanse en Europese koi shows zijn Butterfly koi over het algemeen niet toegelaten. In Amerika zijn ze echter courant te vinden op de meeste Koi shows. Daar hebben ze wel een aparte klasse om het eerlijker te laten verlopen. Butterfly koi zijn namelijk meestal fletser van kleur en minder geliefd bij de juryleden. Een butterfly Koi kan bijvoorbeeld wel Grand Champion worden maar daarvoor moet hij dan wel echt van uitzonderlijk goede kwaliteit zijn, dit zal daarom vrijwel nooit gebeuren.

## Kweekplaatsen
In Japan zijn er maar heel weinig kwekers die zich toespitsen op de kweek van butterfly koi. Het zijn vooral kwekers uit Israël, Maleisië, Taiwan, Thailand en Amerika.